# Zygmunt Rymuza
Zygmunt Rymuza (ur. 1 sierpnia 1944 w Krześlinie, zm. 10 grudnia 2015 w Warszawie) – polski inżynier,specjalista w zakresie inżynierii mechanicznej i tribologii. 

## Życiorys
W 1969 ukończył studia na Politechnice Warszawskiej i uzyskał tytuł magistra inżynierii mechanicznej, w 1978 obronił doktorat i został doktorem nauk technicznych. W 1993 został profesorem nadzwyczajnym, od 1993 do 1996 był zastępcą dyrektora ds. naukowych Instytutu Konstrukcji Przyrządów Precyzyjnych i Optycznych Wydziału Mechaniki Precyzyjnej. Pełnił funkcję kierownika Laboratorium Mikrotribologii, był opiekunem naukowym Laboratorium Mikro i Nanotechniki. Od 2006 do 2010 był wiceprezesem Polskiego Towarzystwa Tribologicznego. Specjalizował się konstrukcjach urządzeń precyzyjnych oraz trybologii MEMS.
Pochowany na cmentarzu Powązkowskim.

## Odznaczenia
- Złoty Krzyż Zasługi,
- Medal Komisji Edukacji Narodowej.